# Ria Oomen-Ruijten

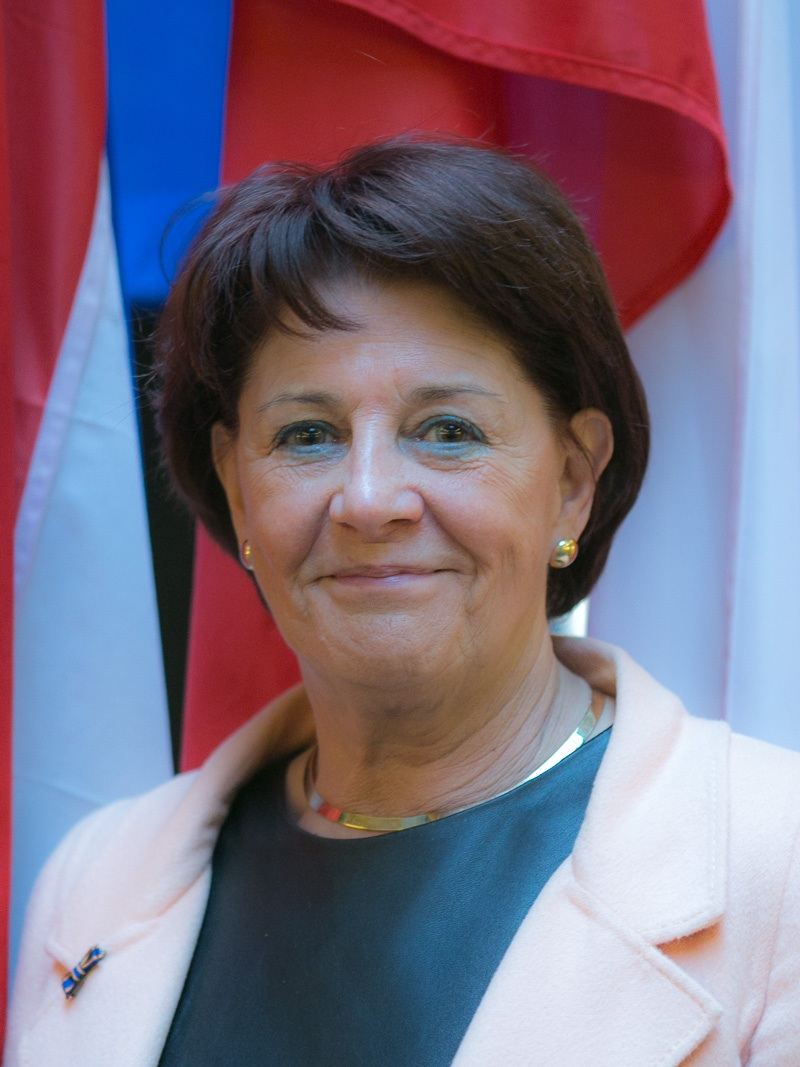
Ria Oomen-Ruijten

Ria Oomen-Ruijten (n. 6 septembrie 1950, Echt⁠(d), Limburg, Țările de Jos) este un om politic neerlandez, membru al Parlamentului European în perioada 2004-2009 din partea Țărilor de Jos.
1. ↑  pace.coe.int
2. 1 2  Parlement & Politiek
3. ↑  Deputații în Parlamentul European